# Список орнаментов
Список орнаментов, узоров и декоративных мотивов в изобразительном искусстве включает перечисление устоявшихся мировых орнаментов и узоров (паттернов), а также отдельных мотивов, элементов, использующихся в орнаментальной отделке произведений искусства (обычно в раппорте).
Речь идет об украшениях плоскости, как рисованным орнаментом, так и рельефным, поэтому в список включены популярные архитектурные декоративные элементы, из-за взаимосвязи различных жанров искусств постоянно перекочевывающие из графики и живописи на здания и произведения декоративно-прикладного искусства и обратно.
Список включает как отдельные мотивы, так и группы стилизации — изобразительные стили, строящие орнамент по единому принципу, стилизующий изображаемые предметы по единому закону.

### Типология
По характеру композиции выделяют:
- ленточный, поясной (фризовый)
- центрический орнамент
- обрамляющий
- геральдический
- заполнительный (раппортный)
- или же сочетающий некоторые из этих разновидностей в более сложных комбинациях.

А также:
- бесконечный (повторение и чередование)
- симметричный
- произвольный (компоненты не повторяются)[1], прогрессия[2]

Элементы декорации бывают трех типов:
1. геометрические
2. природные
  - растительные
  - животные
  - человеческие

1. искусственные (предметы, символы)[3]

По используемым мотивам более подробно подразделяют на:
- геометрический орнамент — базовый, наиболее простой, встречающийся на всех континентах
- природный:
  - растительный орнамент
  - зооморфный орнамент — орнамент, стилизующий фигуры или части фигур реальных или фантастических животных.
  - антропоморфный орнамент — с фигурами людей
- составной:
  - геральдический орнамент — орнамент, в котором используются знаки, эмблемы, трофеи и т. д. (См. также Illustrated atlas of French and English heraldic terms)
  - гротескный орнамент — орнамент, в котором сочетаются декоративные и изобразительные мотивы: растения, животные, человеческие формы, маски[4]
  - фабулярный орнамент — сочетание орнамента из живых событий — живых существ во взаимодействии друг с другом. Например, охотник, гоняющийся за ланью; звери, бегущие к водопою; борьба с чудовищами, состязание, жанровые сценки, — в периодическом повторении[5].
- эпиграфический орнамент, каллиграфический орнамент — стилизованные надписи

По происхождению основными типами являются:
- общемировой, одинаковый в различных регионах со времен первобытности, обычно геометрический
- европейский орнамент:
  - античный орнамент
  - средневековый орнамент
    - древнерусский орнамент

  - ренессансный орнамент
  - европейский орнамент Нового Времени
- исламский орнамент, ближневосточный, среднеазиатский (см. Kilim motifs)
  - турецкий орнамент
  - персидский орнамент
- азиатский орнамент, дальневосточный:
  - китайский орнамент (см. List of Chinese symbols, designs, and art motifs и Chinese auspicious ornaments in textile and clothing)
  - японский орнамент[6]
  - корейский орнамент (Traditional patterns of Korea)
- африканский орнамент (см. African textiles)

## Список

### А
- Акант, аканф — античный, растительный
- А-ла-грек — античный, геометрический, разновидность меандра
- Альпийское солнце (de), пастушья роза , роза Каролингов, звездоцвет - европейский, геометрический
- Анфемий — античный, растительный. Ленточный орнамент из пальметт, сочетания пальметт, лотосов, лилий и пр.[7]
- Арабеска — восточный, обобщающий термин для любых исламских орнаментов, но правильнее относить его к растительному
- Аревахач - армянский, геометрический
- Аргайл — европейский, геометрический. Из разноцветных вытянутых ромбов, ткань трико Арлекина
- Арлекин (en) — европейский, геометрический
- Аса но ха — японский, геометрический
- Астверк — средневековый, растительный

- Акант
- А-ла-грек
- Альпийское солнце
- Анфемий
- Арабеска
- Аревахач
- Арлекин
- Аргайл
- Аса но ха
- Астверк

### Б
- Бандельверк — средневековый, натуроподобный
- Банд-е-руми, «византийская связка» — средневековый, восточный
- Бербери, Burberry — европейский, геометрический
- Бесконечный узел — общемировой, геометрический
- Благоприятные облака (en) — азиатский, натуроподобный
- Боллфлауэр — средневековый, растительный
- Борджгали - грузинский, геометрический.
- Бугорчатый орнамент — индоевропейский, геометрический. Археологический термин. Вид чеканки. Орнамент на листовых металлоизделиях, выступы, выбитые изнутри. Наиболее распространенными являются округлые выступы.[8][9].
- Букраний — античный, фигуративный, разновидность маскарона

- Бандельверк
- Бесконечный узел
- Бербери
- Благоприятные облака
- Боллфлауэр
- Борджгали
- Бугорчатый орнамент
- Букраний

### В
- Ваза — античный, натуроподобный[10]. Симметричное изображение вазона с цветами
- Валькнут — средневековый, геометрический
- Вермикуляция (en) — средневековый, натуроподобный. Нерегулярные линии, напоминающие следы от червей
- Викторианская роза — европейский, растительный
- Виноградная лоза — античный, растительный[10]
- Витрувианская волна (de) — античный, геометрический. Круглый, волнообразный меандр
- Владыка зверей (en) — индоевропейский, фигуративный
- Волна, волнообразный орнамент — общемировой, геометрический
- Волнистый орнамент — археологический термин. Способ лощения керамики, при котором вся поверхность сосуда выглядит волнистой, в некоторых случаях приближаясь к желобкам. В русской литературе термин обозначает волнистые линии, нанесенные на поверхность сосуда острым предметом до обжига[11].
- Волюта — античный, геометрический
- Выемчатый орнамент — археологический термин. Для его создания на мягкой поверхности сосуда до обжига вырезают полоски или узоры. Образовавшиеся полоски часто заполнялись белой пастой, выделявшейся на темной поверхности сосуда[12].

- Ваза.
- Валькнут
- Вермикуляция
- Викторианская роза
- Виноградная лоза
- Витрувианская волна
- Владыка зверей
- Волна
- Волюта

### Г
- Гёль — восточный, геометрический
- Гжель — русский, растительный
- Гильош — античный, геометрический
- Гирих — восточный, геометрический
- Гирлянда — античный, растительный
- Гирляндоносцы — античный, фигуративный. Разновидность путти.
- Горгонейон — античный, фигуративный
- Горошек, полька дот — европейский, геометрический
- Гранатовый узор — ренессансный, растительный
- Гребенчатый орнамент — общемировой, геометрический. Археологический термин.
- Гротеск, помпейский орнамент — античный, фигуративный
- Гусиные лапки, собачий зуб, ломаная клетка — европейский, геометрический
- Грифон — античный, фигуративный

- Гёль
- Гжель
- Гильош
- Гирих
- Гирлянда
- Гирляндоносцы
- Горгонейон
- Горошек
- Гранатовый узор
- Гребенчатый орнамент
- Гротеск
- Гусиные лапки
- Грифон

### Д
- Дельтодон — средневековый, геометрический
- Дельфин — античный, натуроподобный[10]
- Дентикул — античный, натуроподобный
- Дерево жизни — общемировой, растительный
- Дракон — см. змея
- Дракон китайский — азиатский, натуроподобный
- Дракон и феникс — азиатский, натуроподобный
- Дхармачакра — азиатский, геометрический

- Дельфин
- Дентикул
- Древо жизни
- Дракон китайский
- Дракон и феникс
- Дхармачакра

### Ё
- Ёлочка (en) — общемировой, геометрический. Разновидность зигзага.

- Ёлочка

### Ж
- Желудь — античный, растительный
- Жемчужный шнур, нить перлов, бисер (en) — античный, натуроподобный. Рельефный орнамент, состоящий из шариков и продолговатых элементов («желудей»).
- Жираф — европейский, натуроподобный
- Жостово — русский, растительный

- Желудь
- Жемчужный шнур
- Жираф
- Жостово

### З
- Звезда Давида или Гексаграмма — общемировой, геометрический
- Звериный орнамент, звериный стиль — индоевропейский, натуроподобный. Наиболее известен скифо-сибирский звериный стиль
- Зебра — европейский, натуроподобный
- Зелёный человек — средневековый, фигуративный. Род маскарона
- Земляничный вор — авторский, фигуративный
- Зигзаг — общемировой, геометрический
- Змея, дракон — общемировой, натуроподобный. Вариант — уроборос[10]
- Змеиная кожа — европейский, натуроподобный
- Зоофор (en) — античный, фигуративный. Лента рельефного орнамента с изображением живых существ, растений и т. п. Зофор — в античном искусстве и классической ордерной системе фриз, заполненный непрерывной полосой с изображением или орнаментом. Наиболее известен зофор Парфенона.
- Зулляйдж — восточный, геометрический

- Звезда Давида
- Скифо-сибирский звериный стиль
- Зебра
- Зеленый человек
- Земляничный вор
- Зигзаг
- Змея
- Уроборос
- Змеиная кожа
- Зоофор
- Зулляйдж

### И
- Ива (en) — европейский, фигуративный
- Инь и ян — азиатский, геометрический
- Ионик — античный, натуроподобный

- Ива
- Инь и ян
- Ионик

### К
- Камуфляж военный — европейский, натуроподобный. Подробней см. Список военных камуфляжных рисунков
- Канделябр — античный, фигуративный
- Картель — европейский, натуроподобный. Декоративный элемент в виде полуразвёрнутого рулона бумаги, разновидность картуша (фр. cartelle, от итал. cartoccio — бумажный свёрток, кулёк, итал. carta — бумага) — мотив, как и схожий с ним картуш, напоминающий полуразвёрнутый рулон бумаги с причудливо надорванными или загнутыми углами. Близок бандельверку, кнорпельверку, ормушлю, рольверку. Предок рокайля.
- Квадрифолий — средневековый, геометрический
- Кельтский лабиринт (en) — средневековый, геометрический
- Кельтский узел — средневековый, геометрический
- Кербшнит (нем. Kerbschnitt, en) — вид выемчатого орнамента, в котором на поверхность изделия наносятся прямолинейные щербины, иногда треугольные. Встречаются в деревообработке и керамике, на которой выполнялись до обжига глины. К этой технологии относится также ложный рельеф[13].
- Клетка (en) — общемировой, геометрический
- Кнорпельверк — европейский, натуроподобный
- Кобальтовая сетка — советский, геометрический
- Корнукопия, рог изобилия  — античный, натуроподобный
- Коровья шкура — европейский, натуроподобный
- Крокодиловая кожа — европейский, натуроподобный
- Крин — славянский, растительный

- Камуфляж
- Канделябр
- Квадрифолий
- Кельтский лабиринт
- Кельтский узел
- Кербшнит
- Клетка
- Кнорпельверк
- Кобальтовая сетка
- Рог изобилия
- Коровья шкура
- Крокодиловая кожа
- Крин

### Л
- Лавровый венок — античный, растительный
- Лаубуру, бакский крест - европейский, геометрический
- Лев геральдический — средневековый, фигуративный
- Лев и единорог — средневековый, фигуративный
- Леопардовые пятна (en) — европейский, натуроподобный
- Лишуй (en) — азиатский, натуроподобный
- Ложный декор — археологический термин. Форма выемчатого или штампованного орнамента в керамике, предусматривающая удаление или вдавление глины с поверхности сосуда в двух рядах, окаймляющих треугольники. Зигзаг между этими рядами кажется рельефным, хотя в действительности он не выше, чем поверхность сосуда в других местах. Мотив был широко распространен в древности[14].
- Ложчатый декор (итал. baccello, baccelletto, baccellatura, баккеллатура — от «стручок») — ренессансный, геометрический. Одинаковые параллельные выемки полукруглого сечения, ряд длинных овалов (ложек)[15]. Если эти углубления или выступы имеют не 0-образную форму, а S-образную, то это декор называется стригилатура (итал. strigilatura[16] — от «стригиль», античный скребок).
- Лотос древнеегипетский — восточный, растительный[10]
- Лотос азиатский, падма — азиатский, растительный[10]
- Луковичный декор — европейский, растительный

- Лавровый венок
- Лаубуру
- Лев
- Лев и единорог
- Леопардовые пятна
- Лишуй
- Ложчатый декор
- Стригилатура
- Лотос египетский
- Лотос азиатский
- Луковичный декор

### М
- Мандала — азиатский, геометрический, натуроподобный
- Масверк — средневековый, геометрический
- Маскарон — античный, фигуративный
- Меандр — античный, геометрический, с прямыми углами. Закругленный называется витрувианская волна, см. выше.
- Мильфлёр — средневековый, растительный
- Мореска — восточный, геометрический
- Муаровый узор — европейский, геометрический. Разновидность волны

- Мандала
- Масверк
- Маскарон
- Меандр
- Мильфлер
- Мореска
- Муар

### Н
- Назар — восточный, натуроподобный
- Нарезной орнамент — узор в керамике, когда поверхность глины до обжига прорезалась острым инструментом[17]. Археологический термин.

- Назар
- Нарезной орнамент

### О
- Ормушль, орикалёр — европейский, натуроподобный.
- Орьнек — восточный, растительный

- Ормушль
- Орьнек

### П
- Павлопосадские шали — русский, растительный
- Пальметта — античный, растительный
- Папирус — египетский, растительный[10]
- Пейсли, бута, турецкий огурец — восточный, растительный
- Пентаграмма — общемировой, геометрический
- Плетеная лента — орнамент, возникший в культурах Востока; особенно популярен с 7 в. до н. э. вплоть до эпохи Империи. Часто применялся также в раннесредневековом искусстве.[18]
- Плетенка, плетеный орнамент, переплетенный орнамент — общемировой, натуроподобный
- Плющ — античный, растительный. Его подвид — флерон «Лист Альдуса» (de)[10]
- Полоска (en) — общемировой, геометрический
- Полурозетка — растительный. Орнамент в виде половинок раскрытых стилизованных цветов.
- Процарапанный орнамент — археологический термин. Линии наносились твердым острием (возможно, кремневым) на лощеную поверхность после обжига сосуда. Тонкие неровные линии заполнялись охрой или пастой (часто встречаются в этих линиях). Техника широко распространена, особенно в неолите Италии (Матера и Лагоцца) и Франции (Шассе)[19].
- Путти — античный, фигуративный
- Пылающая жемчужина, баочжу — китайский, натуроподобный

- Павлопосадские платки
- Пальметта
- Папирус
- Пейсли
- Пентаграмма
- Плетеная лента
- Плетенка
- Плющ
- Лист Альдуса
- Полоска
- Путти
- Пылающая жемчужина

### Р
- Ракушка — натуроподобный[10]
- Ранголи — индийский
- Ранкенверк, блаттверк, лаубверк — средневековый, растительный
- Ринсо — античный, растительный
- Розетка — античный, растительный
- Рокайль — европейский, натуроподобный
- Рольверк — европейский, натуроподобный
- Романский орнамент (gadroon) — средневековый, геометрический. Выпуклый рельеф в виде волн, расходящихся из одной точки. Состоит из рядов каплевидных выпуклин, расходящихся от основания сосуда, может покрывать нижнюю часть сосуда или всю поверхность, придавая ему вид очищенного апельсина. Иногда аналогичный эффект получают простыми вертикальными нарезками или желобками[20]. Близок к стригилатуре (см.), однако там ряды параллельные.

- Ракушка
- Ранголи
- Ранкенверк
- Ринсо
- Розетка
- Рокайль
- Рольверк
- Романский орнамент

### С
- Саз (en) — восточный, растительный. Османский стиль орнамента, отличающийся использованием длинных перистых листьев с зубчиками и сложных цветов.
- Санбёрст — общемировой, натуроподобный
- Свастика — общемировой, геометрический
- Себка, шабака (en) — исламский, геометрический
- Симаргл, сэнмурв — средневековый, фигуративный
- Соты, шестиугольная мозаика — общемировой, геометрический
- Спираль — общемировой, геометрический
- Стригилатура — см. ложковый декор
- Сэйгайха — японский, геометрический

- Саз
- Санбёрст
- Свастика
- Себка
- Симаргл
- Соты
- Спираль
- Сэйгайха

### Т
- Тартан — средневековый, геометрический. Разновидность клетки
- Тератологический стиль — средневековый, фигуративный
- Тигровая шкура — восточный, натуроподобный
- Трилистник или более конкретно трикветр — общемировой, геометрический
- Триратна, тройная жемчужина — азиатский, натуроподобный
- Трискелион — общемировой, геометрический
- Трифолий — средневековый, геометрический
- Трофей — античный, фигуративный
- Турецкая гвоздика, «опахала» — восточный, растительный
- Турецкий тюльпан — восточный, растительный

- Тартан
- Тетралогический стиль
- Тигровая шкура
- Трилистник
- Триратна
- Трискелион
- Трифолий
- Трофей
- Турецкая гвоздика
- Турецкий тюльпан

### У
- Узел Соломона — общемировой, геометрический

- Узел Соломона

### Ф
- Фасции, фашина, ликторский пучок — античный, натуроподобный
- Феникс китайский — азиатский, натуроподобный
- Фестон — античный, натуроподобный
- Флер-де-лис — средневековый, растительный

- Фасции
- Феникс
- Фестон
- Флер-де-лис

### Х
- Хамса — восточный, азиатский. Натуроподобный
- Хатай — восточный, растительный. Оттоманский орнамент, изображение цветка в разрезе.
- Хохлома — русский, натуроподобный

- Хамса
- Хатай
- Хохлома

### Ц
- Цветок жизни — общемировой, геометрический

- Цветок жизни

### Ч
- Черепаший панцирь — европейский, натуроподобный
- Чинтамани — восточный, геометрический. Османский орнамент, возникший благодаря переработке индуистской и буддийской концепции чинтамани. Часто сочетается с полумесяцами.
- Чинц — восточный, растительный

- Черепаший панцирь
- Чинтамани
- Чинтамани с полумесяцами
- Чинц

### Ш
- Швайфверк (de) (от нем. «хвост» + «работа») — европейский, натуроподобный. Состоит из С- и S-образных кривых, концы которых утолщены. Использовался в основном в немецкоязычных странах в период перехода от маньеризма к раннему барокко (ок. 1570—1630 гг.). Предшествующая стадия перед кнорпельверком и ормушлем.
- Шишка (de) — индоевропейский, растительный[10]
- Шнуровой орнамент — узор на ранней керамике. Наносидся на поверхность сырой глины при помощи перевитого шнура. Иногда шнур обвязывался вокруг палочки, которой выполнялись узоры[21]. Археологический термин. Характерен в первую очередь для культуры шнуровой керамики.
- Штампованный орнамент — орнамент на керамике, получавшийся путем вдавливания повеглины каким-либо предметом. Частным случаем является штамп, когда рисунок предварительно вырезается на дереве или кости, а отпечаток затем переносится на поверхность сосуда. Промежуточным звеном являются отпечатки природных объектов, например птичьих костей или зазубренных морских раковин.[21] Археологический термин.

- Швайфверк
- Шишка
- Шнуровой орнамент
- Штампованный орнамент

### Э
- Эгикраниум — античный, фигуративный. Аналог букранию, только с головами козлов.
- Элибелинде (tr) — восточный, геометрический. Турецкий орнамент со стилизованными женскими фигурами «руки в боки», популярен в ковроткачестве.

- Элибелинде

### Я
- Ягасури — японский, геометрический

- Ягасури

### A-Z
- Cinquefoil — то же, что трифолий и квадрифолий, только пятиконечный
- Confronted animals — зеркально противостоящие животные.
- Curlicue — причудливый завиток, вязь
- Dog-tooth (букв. «собачий зуб») — средневековый, натуроподобный
- Key pattern — общемировой, геометрический. Базовый для меандра, кельтского лабиринта, свастики, вышивки крестом и проч.
- Margent — европейский, цветочный. Вертикальное расположение цветов, листьев или свисающих лоз,
- Strapwork — европейский, натуроподобный. Плетенка из ремешков
- Rais-de-cœur (букв. «лист и дротик») — античный, растительный, натуроподобный
- Xicalcoliuhqui — мезоамериканский, геометрический, разновидность key pattern.

- Cinquefoil
- Confronted animals
- Curlicue
- Dog-tooth
- Key pattern
- Margent
- Strapwork
- Rais-de-cœur
- Xicalcoliuhqui

## Локации орнамента
- Акротерий, антефикс
- Бордюр — орнаментальное украшение в виде совокупности равных фигур, повторяющихся последовательно вдоль прямой линии[4].
- Виньетка
- Инициал
- Картуш
- Медальон
- Фестон
- Флерон
- Фриз